# Sigeberto I de Essex

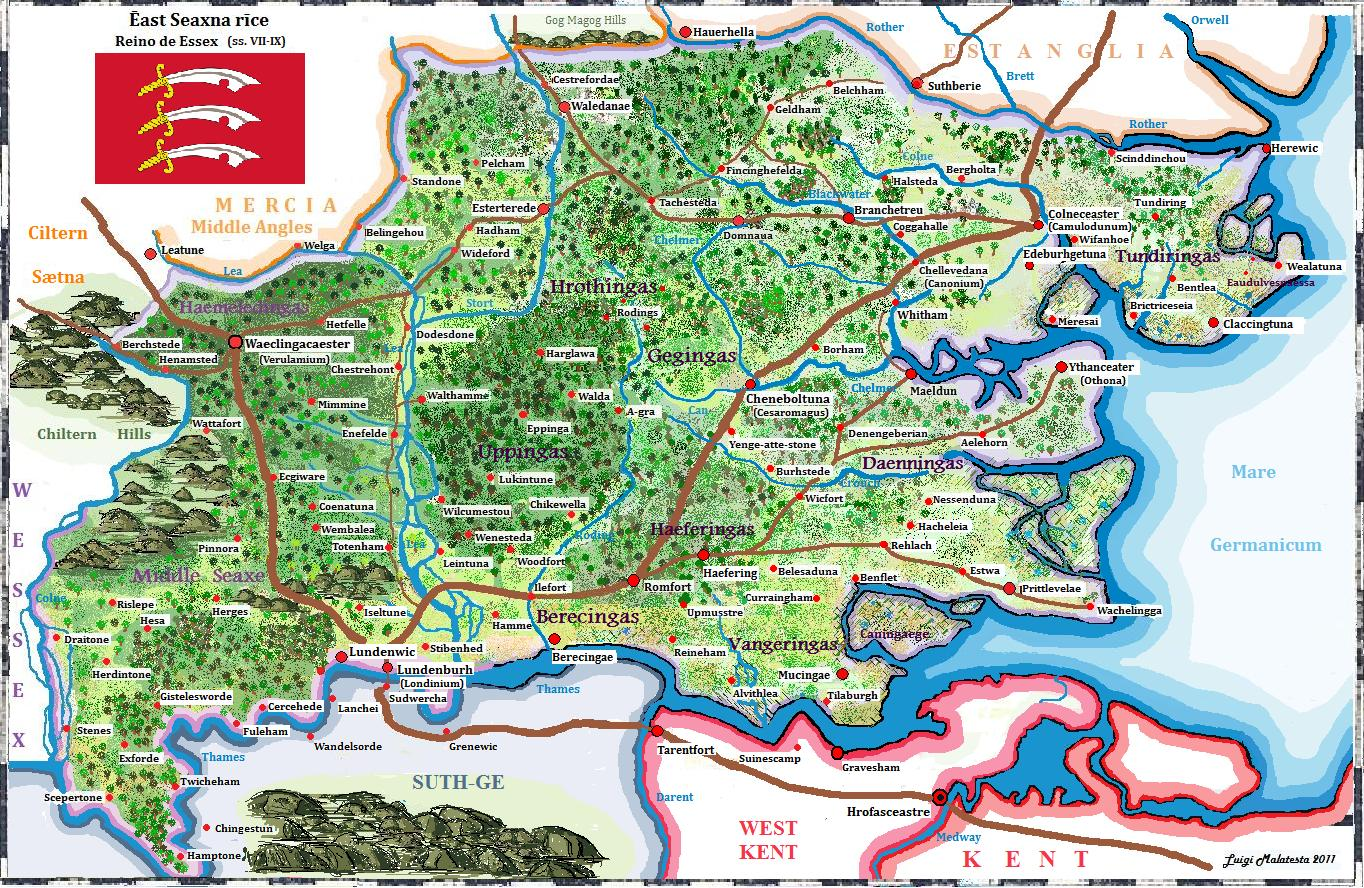
Mapa del Reino de Essex, periodo de la Heptarquía (siglos VII a IX)

Sigeberto "el Pequeño" (f. 656), fue rey de Essex de 623 a 653.
Un Sigeberht era el hijo de Sæward, que murió luchando contra Wessex en 623(?), y padre de un rey posterior, Sighere, pero Yorke considera que es más probable que se trate de su sucesor, Sigeberht el Bueno.  Sigeberht el pequeño fue considerado un pagano y probablemente fue aliado de Penda de Mercia en 635.
Después de su muerte, fue sucedido por su pariente, Sigeberht el Bueno.